# 落第忍者亂太郎
《落第忍者亂太郎》是日本漫畫家尼子騷兵衛的忍者喜劇漫畫作品，於1986年在《朝日小學生新聞》連載至2019年。單行本共發售65冊，累積銷售達到1000萬冊以上。1993年改編成電視動畫並更名為《忍者亂太郎》，之後也改編成電影、電子遊戲等衍生作品也都是以《忍者亂太郎》為命名。
2019年11月30日發表最後一集，結束長達33年的連載。實際是2019年1月尼子騷兵衛腦梗塞發作後，即便經過復健但身體狀況長期不佳，編輯部以改為刊登過去的作品精選輯形式來延續作品生命；最後尼子騷兵衛判斷身體狀況無法回復、也難以繼續連載而中止，編輯部尊重其意願。

## 外部連結
- 官方網站 （页面存档备份，存于）（日語）